# 古尔米特·拉姆·拉希姆·辛格

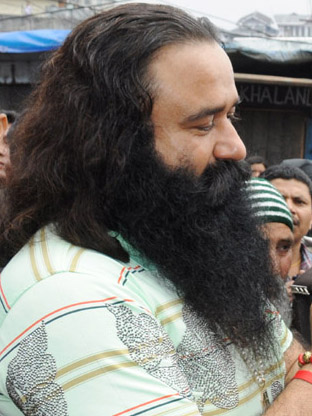
古尔米特·拉姆·拉希姆·辛格

古尔米特·拉姆·拉希姆·辛格（英語：Gurmeet Ram Rahim Singh，1967年8月15日—）是印度的一位上师、音乐制作人、歌曲创作人、演员和电影制片人。自1990年9月23日至今，他也是社会组织“真业之家”（DSS）的领袖。在《印度快报》的“2015年一百大最有影响力的印度人”中，辛格位列第96位。
2017年8月25日，辛格被控犯有强奸罪，被印度中央调查局的一个特别法庭判处20年监禁。他的被捕在印度北部引起骚乱。